# Orimarga (Orimarga) saturnina
Orimarga (Orimarga) saturnina is een tweevleugelige uit de familie steltmuggen (Limoniidae). De soort komt voor in het Neotropisch gebied.